# Flemingsbergs vattentorn

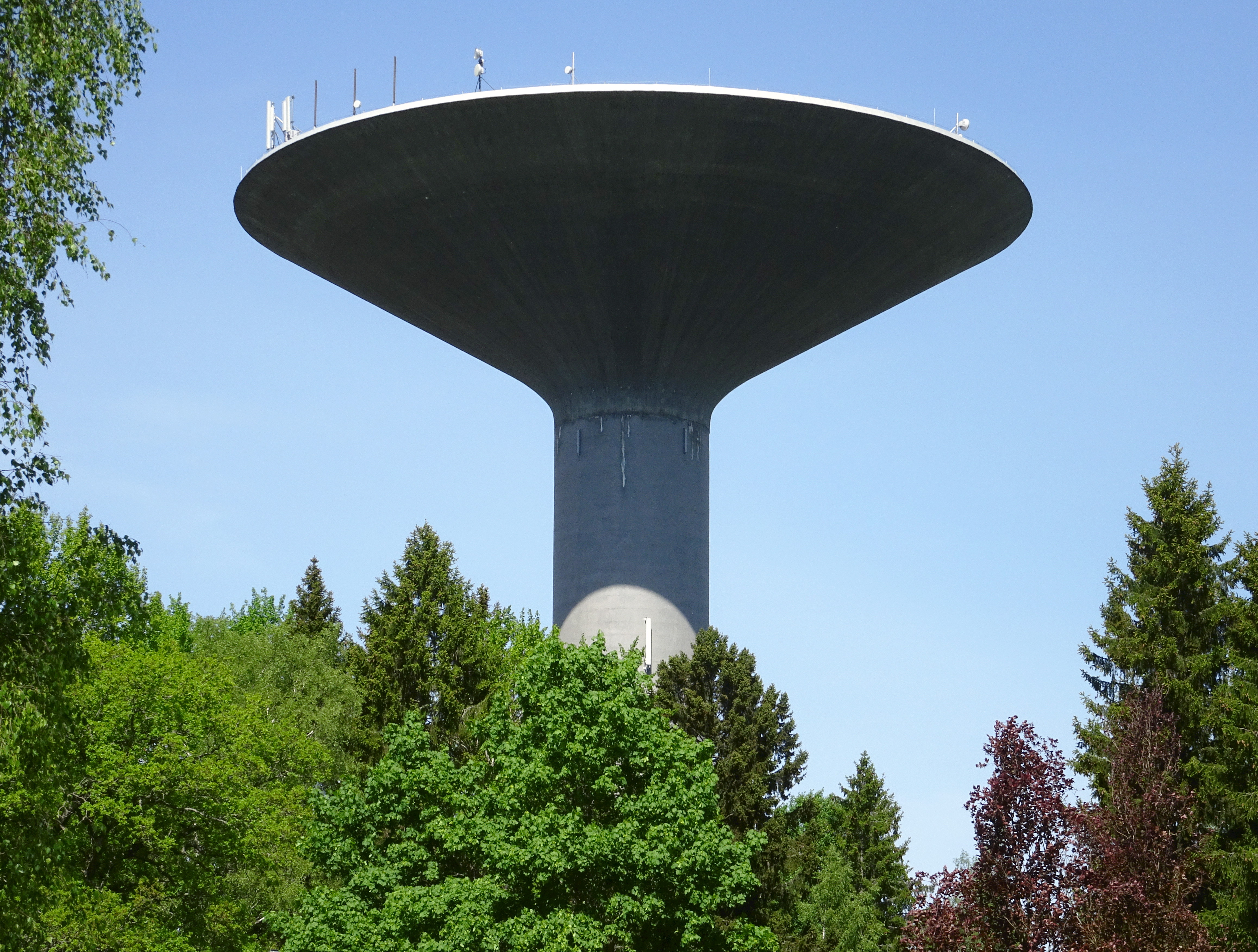
Flemingsbergs vattentorn.

Flemingsbergs vattentorn (även kallat Björnkullareservoaren och Visättra vattentorn) är en vattenreservoar intill Björnkulla i kommundelen Flemingsberg i Huddinge kommun. Den höga, slanka och svampliknande konstruktionen har blivit ett välkänt landmärke i Flemingsberg med omgivning.

## Beskrivning
Vattentornet uppfördes 1973 vid nuvarande Björnkullavägen 16 i bostadsområdet Visättra. Den cirka 100 meter höga betongkonstruktionen liknar en svamp och är en så kallad högzonsreservoar som säkrar vattenmängden i området. Reservoaren rymmer 5 000 m³ dricksvatten. Anläggningen ägs av Stockholm Vatten och Avfall. Vattnet kommer från Norsborgs vattenverk.